# Константин Палеолог Асен
Константин Палеолог Асен (на средњегрчком: Κωνσταντίνος Παλαιολόγος Άσάν) био је византијски аристократа и војни заповедник, син бугарског цара Јована Асена III и византијске принцезе Ирине Палеолог.
Година његовог рођења није позната, а подаци о његовом животу су оскудни. Према Ивану Божилову, Константин Асен је највероватније рођен средином 1380-их година 13. века.
Први пут се помиње 1324. године, када је заједно са својим братом Андроником Асеном био међу људима који су потписали уговор Царства са Венецијом, закључен у октобру исте године.
Током грађанског рата између цара Андроника II Палеолога и његовог унука цара Андроника III Палеолога, Константин Палеолог Асен је стао на страну старог цара. Године 1328. био је стратег трупа цара Андроника II у бици код реке Мелане у Источној Тракији, где је претрпео катастрофалан пораз од снага цара Андроника III, којима је командовао протостратор Теодор Синадин. Сам Константин је био ухваћен и заробљен, али о његовој судбини након тога нема података.
Име Константина Палеолога Асена поново се појављује 1342. године, када га је Алексије Апокавк уписао на страну цара Јована V Палеолога против Јована VI Кантакузина. Нешто касније, Константин се поново нашао међу лицима чији су потписи стављени на нови уговор са Венецијом, закључен 25. марта 1342. године. Из непознатих разлога, нешто касније исте године, Константин Асен је пао у немилост код Алексија Апокавка и ухапшен је заједно са сином по његовој команди. О његовој судбини након тога нема других информација. 
Константин Палеолог Асен је био ожењен непознатом женом за коју се верује да је била део породице Торник. Разлог за то је име Торник, које је као патроним користио њихов једини познати син - Михаило Комнин Торник Асен.